# 400 meter häck

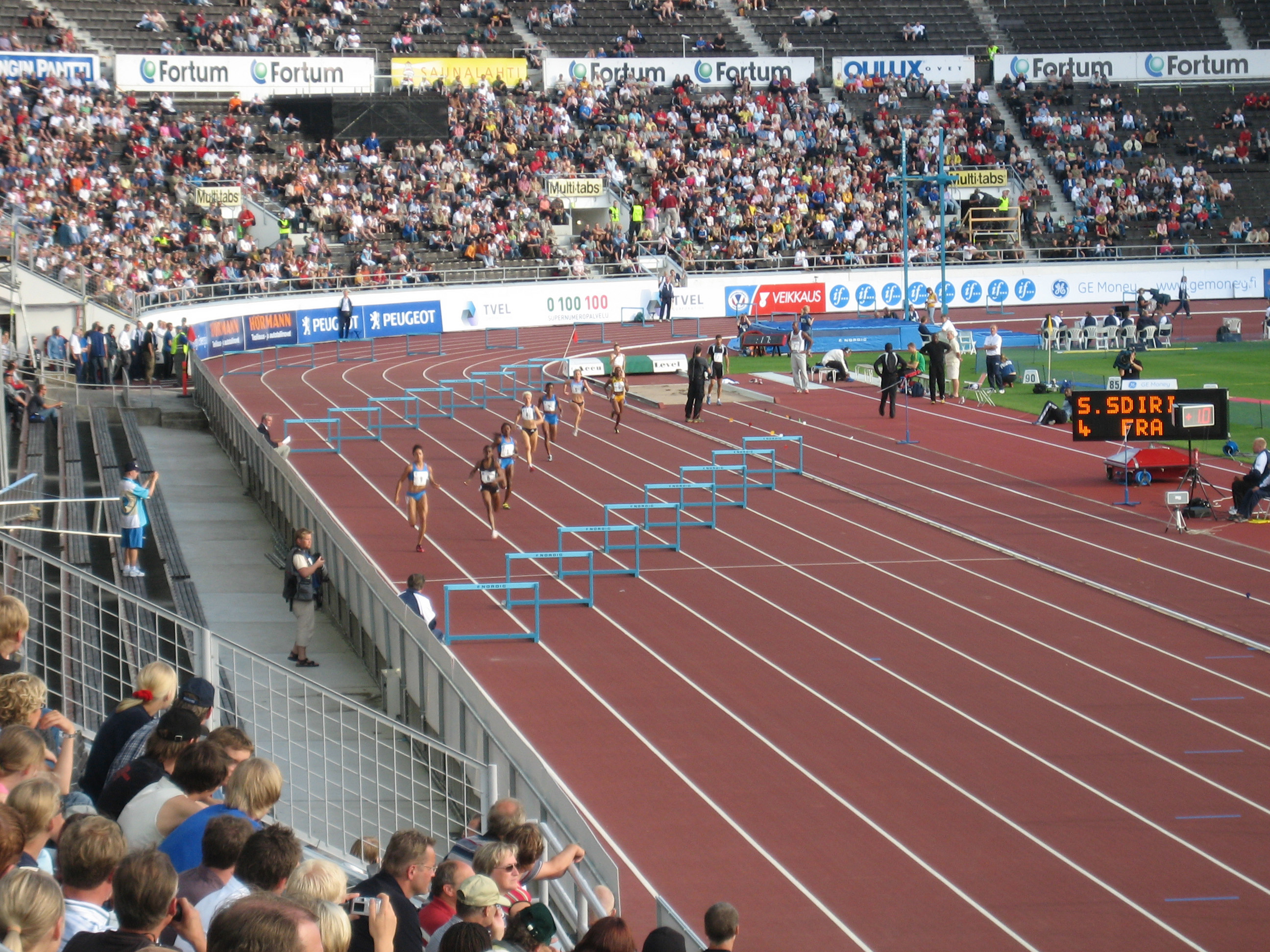
400 meter häck för damer på Helsingfors Olympiastadion, 25 juli 2005.

400 meter häck är en friidrottsgren som både damer och herrar tävlar i. Den har funnits med på det olympiska programmet för män sedan 1900 (med undantag för OS 1906 och 1912). För damer blev det en olympisk gren först 1984. Den har vidare funnits med på varje världsmästerskap sedan 1983 för både män och kvinnor. 
De bästa herrarna springer på tider under 47 sekunder. Världsrekordet är på 45,94 sekunder innehas av Karsten Warholm från Norge och sattes under OS i Japan 2021).
De bästa damerna springer på under 53 sekunder. Världsrekordet är på 50,37 sekunder och innehas av Sydney McLaughlin från USA och sattes vid OS-uttagningarna i Paris den 8 augusti 2024.

## Regler
På 400 meter häck springer deltagarna precis som på 400 meter på individuella banor ett varv på en 400 meter lång bana. Totalt finns det 10 häckar för både män och kvinnor. Häckarna är 91,4 cm för män och 76,20 cm för kvinnor. Den första häcken kommer efter 45 meter. Därefter är det 35 meter mellan varje häck och från den sista häcken in till mål är det 40 meter.

## Grenens utveckling

### Herrar
400 meter häck har genom tiderna för män varit en gren där USA varit världsledande. Det första officiella världsrekordet noterades i London 1908 av Charles Bacon. Under 1930-talet var den stora stjärnan Glenn Hardin som bland annat vann OS-guld i Berlin 1936 och som sänkte världsrekordet från 52 sekunder till 50,6 sekunder. Hardins världsrekord stod sig fram till 1953 då Sovjetunionens Juri Litujev sänkte rekordet till 50,4. Nästa stora stjärna på distansen var USA:s Glenn Davis som blev den förste att vinna två OS-guld (1956 och 1960) på distansen. Davis blev även den förste att springa under 50 sekunder när han 1956 sprang på 49,5. Den förste som klarade av att springa under 48 sekunder var Ugandas John Akii-Bua som 1972 sprang på 47,82. Han vann även OS-guld 1972.
Från mitten av 1970-talet kom grenen att domineras av amerikanen Edwin Moses. Moses vann två OS-guld (1976 och 1984) samt två VM-guld (1983 och 1987). Han slog även världsrekordet fyra gånger. Dessutom vann han 122 tävlingar i rad. Moses efterträdare blev Kevin Young som vann VM-guld 1993 och OS-guld 1992. Young slog Moses världsrekord och var den som först sprang under 47 sekunder. Hans världsrekord är 46,78. Rekordet stod sig i 29 år tills norrmannen Karsten Warholm slog världsrekordet på hemmaplan på Bislett Stadium med den nya tiden 46:70, 1 juli 2021. Under OS i Japan slog Warholm världsrekordet på nytt med tiden 45,94 den 3 augusti 2021.
Mellan slutet av 1990-talet och början av 2000-talet har grenen dominerats av Felix Sanchez (OS-guld 2004 och VM-guld 2001 och 2003), Kerron Clement (VM-guld 2007) och Bershawn Jackson (VM-guld 2005).

### Damer
På damsidan har inte USA dominerat på samma sätt som på herrsidan. Den första olympiska mästaren från 1984 var Marockos Nawal El Moutawakel. Samma år 1984 sprang den första kvinnan under 54 sekunder, ryskan Margarita Ponomarjova. Bara två år senare slog hennes landsman Marina Stjepanova världsrekordet och noterade 52,94.
I början av 1990-talet var brittiskan Sally Gunnell den stora stjärnan med OS-guld 1992 och VM-guld 1993. Hon slog även världsrekordet när hon sprang på 52,74. I samband med VM i Göteborg 1995 dök en ny stjärna upp, amerikanskan Kim Batten som både vann VM-guld och slog nytt världsrekord med tiden 52,61.
Under 1990-talets slut och början av 2000-talet har grenen huvudsakligen dominerats av fyra kvinnor. Ryskan Julija Petjonkina (VM-guld 2005 och världsrekordsinnehavare med tiden 52,34), grekiskan Faní Halkiá (OS-guld 2004), marockanskan Nezha Bidouane (VM-guld 1997 och 2001) samt Australiens Jana Rawlinson (VM-guld 2003 och 2007).
Från 2020 och framåt så har grenen dominerats av Sydney McLaughlin från USA som vunnit de senaste OS och VM och som innehar det gällande världsrekordet på 50,37 sekunder men som de senaste åren utmanas av nederländskan Femke Bol som är den enda förutom McLaughlin som sprungit sträckan på under 51 sekunder (50,95).

## Olympiska mästare

### Damer
| År   | Guld                 | Guld           | Silver                  | Silver        | Brons                       | Brons          |
| 1984 | Nawal El Moutawakel  | Marocko        | Judi Brown              | USA           | Cristeana Cojocaru          | Rumänien       |
| 1988 | Debbie Flintoff-King | Australien     | Tatjana Ledovskaja      | Sovjetunionen | Ellen Fiedler               | Östtyskland    |
| 1992 | Sally Gunnell        | Storbritannien | Sandra Farmer-Patrick   | USA           | Janeene Vickers             | USA            |
| 1996 | Deon Hemmings        | Jamaica        | Kim Batten              | USA           | Tonja Buford-Bailey         | USA            |
| 2000 | Irina Privalova      | Ryssland       | Deon Hemmings           | Jamaica       | Nezha Bidouane              | Marocko        |
| 2004 | Fani Halkia          | Grekland       | Ionela Tirlea-Manolache | Rumänien      | Tetiana Teresjtjuk-Antipova | Ukraina        |
| 2008 | Melaine Walker       | Jamaica        | Sheena Tosta            | USA           | Tasha Danvers               | Storbritannien |
| 2012 | Natalja Antjuch      | Ryssland       | Lashinda Demus          | USA           | Zuzana Hejnová              | Tjeckien       |
| 2016 | Dalilah Muhammad     | USA            | Sara Petersen           | Danmark       | Ashley Spencer              | USA            |
| 2020 | Sydney McLaughlin    | USA            | Dalilah Muhammad        | USA           | Femke Bol                   | Nederländerna  |
| 2024 | Sydney McLaughlin    | USA            | Anna Cockrell           | USA           | Femke Bol                   | Nederländerna  |

### Herrar
| År   | Guld             | Guld                    | Silver                  | Silver         | Brons               | Brons          |
| ---- | ---------------- | ----------------------- | ----------------------- | -------------- | ------------------- | -------------- |
| 1900 | Walter Tewksbury | USA                     | Henri Tauzin            | Frankrike      | George Orton        | Kanada         |
| 1904 | Harry Hillman    | USA                     | Frank Waller            | USA            | George Poage        | USA            |
| 1908 | Charles Bacon    | USA                     | Harry Hillman           | USA            | Jimmy Tremeer       | Storbritannien |
| 1920 | Frank Loomis     | USA                     | John Norton             | USA            | August Desch        | USA            |
| 1924 | Morgan Taylor    | USA                     | Erik Wilén              | Finland        | Ivan Riley          | USA            |
| 1928 | David Burghley   | Storbritannien          | Frank Cuhel             | USA            | Morgan Taylor       | USA            |
| 1932 | Bob Tisdall      | Irland                  | Glenn Hardin            | USA            | Morgan Taylor       | USA            |
| 1936 | Glenn Hardin     | USA                     | John Loaring            | Kanada         | Miguel White        | Filippinerna   |
| 1948 | Roy Cochran      | USA                     | Duncan White            | Ceylon         | Rune Larsson        | Sverige        |
| 1952 | Charles Moore    | USA                     | Juri Litujev            | Sovjetunionen  | John Holland        | Nya Zeeland    |
| 1956 | Glenn Davis      | USA                     | Eddie Southern          | USA            | Josh Culbreath      | USA            |
| 1960 | Glenn Davis      | USA                     | Clifton Cushman         | USA            | Dick Howard         | USA            |
| 1964 | Rex Cawley       | USA                     | John Cooper             | Storbritannien | Salvatore Morale    | Italien        |
| 1968 | David Hemery     | Storbritannien          | Gerhard Hennige         | Västtyskland   | John Sherwood       | Storbritannien |
| 1972 | John Akii-Bua    | Uganda                  | Ralph Mann              | USA            | David Hemery        | Storbritannien |
| 1976 | Edwin Moses      | USA                     | Michael Shine           | USA            | Jevgenij Gavrilenko | Sovjetunionen  |
| 1980 | Volker Beck      | Östtyskland             | Vasilij Archipenko      | Sovjetunionen  | Gary Oakes          | Storbritannien |
| 1984 | Edwin Moses      | USA                     | Danny Harris            | USA            | Harald Schmid       | Västtyskland   |
| 1988 | André Phillips   | USA                     | Amadou Dia Ba           | Senegal        | Edwin Moses         | USA            |
| 1992 | Kevin Young      | USA                     | Winthrop Graham         | Jamaica        | Kriss Akabusi       | Storbritannien |
| 1996 | Derrick Adkins   | USA                     | Samuel Matete           | Zambia         | Calvin Davis        | USA            |
| 2000 | Angelo Taylor    | USA                     | Hadi Soua'an Al-Somaily | Saudiarabien   | Llewellyn Herbert   | Sydafrika      |
| 2004 | Felix Sánchez    | Dominikanska republiken | Danny McFarlane         | Jamaica        | Naman Keïta         | Frankrike      |
| 2008 | Angelo Taylor    | USA                     | Kerron Clement          | USA            | Bershawn Jackson    | USA            |
| 2012 | Felix Sanchez    | Dominikanska republiken | Michael Tinsley         | USA            | Javier Culson       | Puerto Rico    |
| 2016 | Kerron Clement   | USA                     | Boniface Tumuti         | Kenya          | Yasmani Copello     | Turkiet        |
| 2020 | Karsten Warholm  | Norge                   | Rai Benjamin            | USA            | Alison dos Santos   | Brasilien      |
| 2024 | Rai Benjamin     | USA                     | Karsten Warholm         | Norge          | Alison dos Santos   | Brasilien      |